# Собор Покрови Пресвятої Богородиці (Луцьк)
Собор Покрови Пресвятої Богородиці — кафедральний собор Луцької і Волинської єпархій УПЦ МП, одна з двох збережених православних церков Луцька королівського періоду історії, пам'ятка архітектури національного значення, розташована на вулиці Данила Галицького, 12, в історико-культурному заповіднику «Старий Луцьк» [Архівовано 26 березня 2012 у Wayback Machine.].

## Перший храм
У західній частині острівного Луцька між XIII та XV ст. був збудований храм, який міг мати й оборонне значення, позаяк розташовувався біля так званої другої лінії укріплень (другого оборонного кільця) міста. Інших відомостей про цей храм нема, окрім того, що в документі 1583 року цей храм уже вважався старим і потребував ремонту, а в пізнішому акті луцького гродського суду зазначається, що храм фундований Вітовтом.
На початку XVII ст. перший храм згорів. Руїни простояли до 1625 року, коли й були розібрані повністю.

## Другий храм

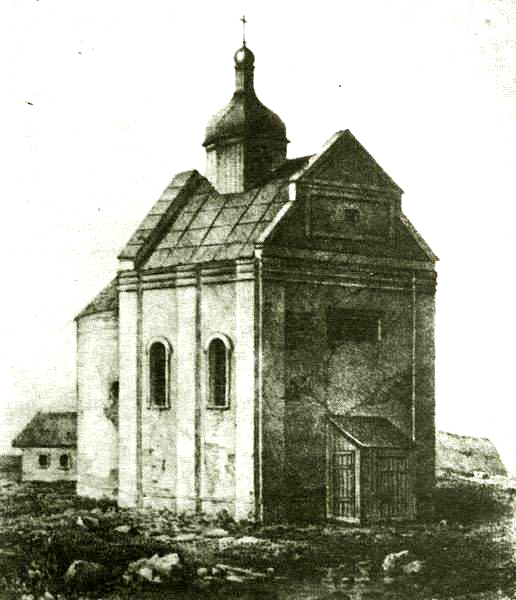
Церква до перебудови. Середина XIX ст.

На місці першої церкви у 1637 році спорудили дерев'яну. А згодом на місці дерев'яної муровану. Згідно з іншою думкою, в 1637 році вже мурований храм був збудований, а не дерев'яний. Основним фундатором новобудови виступив член Луцького братства Іоан Федорович Вознесенський Яровицький.
У XVIII ст. храм опинився у володінні представників іншої конфесії — греко-католиків. Папа Пій VI надав цій церкві привілей на право давати індульгенції. Після Третього поділу Речі Посполитої вона була відібрана в греко-католиків і простояла пусткою до 1803 року. Можливо, наприкінці століття церква була дещо перебудована.

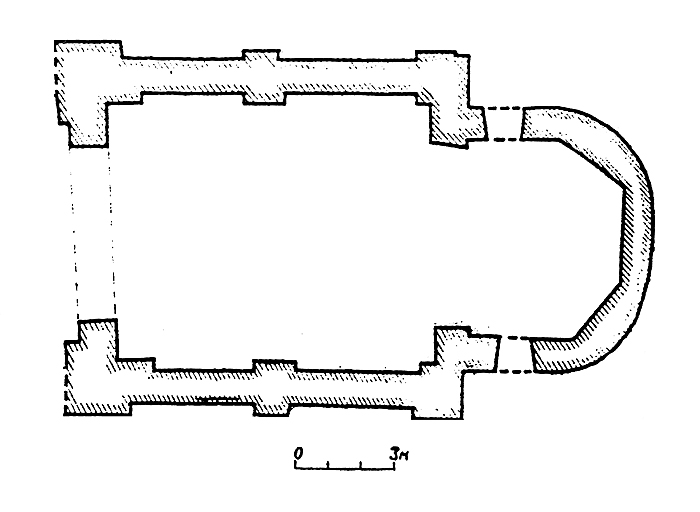
План другого храму

У 1803 році храм трохи постраждав від пожежі. Паралельно з цим від вогню постраждала і колишня братська церква, яка на той час знову належала греко-католикам, а саме Чину василіян. З певних причин греко-католицький собор перенесли з братської церкви до Покровської. Верх покрили сосновим гонтом. У володінні василіян храм перебував до 1826 року, коли орден був скасований. Після цього кафедра стала належати православним. У 1831 та 1845 роках потерпала від пожеж із наступними ремонтами.

## Перебудова

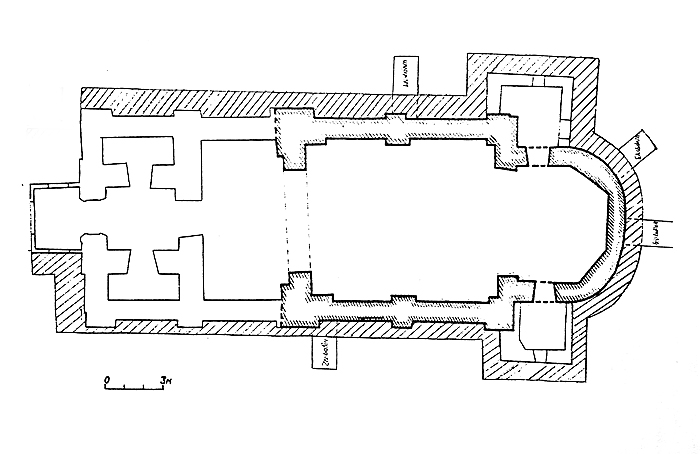
План другого храму після перебудови

Храм потребував ремонту. З ініціативи протоієрея Миколи Теодоровича було розроблено проект реконструкції, складено кошторис. У 1873 році будівництво почалося. нава була видовжена у півтора рази. Також була збудована дзвіниця із використанням цегли братської церкви, яка на той час уже перебувала у стані руїни. Будівельні роботи закінчилися у 1876 році. Остаточне відновлення церкви відбулося у 1887, коли виготовили новий іконостас. Так завершилося формування вигляду, яким він є на сьогодні.
На початку ХХ ст. при церкві діяла школа, а також ще були залишки старого цвинтаря. У 1932 році виконано поновлення храмових розписів. Згодом у 1966 році розписи знову були поновлені. Виконував роботи один і той самий художник — Щукін Володимир. Під час буревію 1960 року була знесена маківка храму, яку відновили аж у 1988 році.
У 1992 році після суперечок між прибічниками Київського та Московського Патріархатів Покровська церква стала кафедральним храмом УПЦ МП. Розписи були реставровані, також позолочено іконостас. Трохи пізніше поряд із церквою була збудована Свято-Пантелеймонівська каплиця.
У стіні храму містяться два захоронення його настоятелів: протоієрея Олександра Теодоровича († 1879) та протоієрея Олександра Огибовського († 1938).
У 2002 році був встановлений пам'ятний знак на честь 1010 річниці заснування Волинської єпархії.

## Архітектура
Сьогодні Покровська церква умовно складається із двох частин: східна частина храму є будовою середини XVII ст., а західна із дзвіницею — наслідок перебудови другої половини XIX. Це однонавна споруда зі звуженою абсидою. Прямокутна у плані. Прибудовані ризниця і паламарня. Дзвіниця з шатровим завершенням над бабинцем піднята на один ярус над усім храмом. Над середнім пряслом нави встановлена невелика баня на восьмигранному барабані, над апсидою — маківка. Довжина храму — 30.88 м. Давня частина має хрестові склепіння з розпалубками. Декор дзвіниці визначається нішами різних форм, лопатками, круглими та з напівциркульним завершенням вікнами. Стіни нави оздоблені пілястрами. Зовні вікна мають дугоподібне завершення.

## Волинська Богоматір
Однією із давніх ікон, які зберігалися у Покровській церкві, є ікона Волинської Богоматері. Вона була написана на зламі XIII—XIV ст. в іконописній майстерні в Луцьку. Висловлюється альтернативне датування ікони — середина XV ст. Інша назва — Луцька Богоматір. Існує ще одна Луцька Богоматір — католицька чудотворна ікона, яка походить із луцького домініканського монастиря, куди була перевезена з Риму. Волинська Богоматір поєднує у собі європейські та візантійські традиції писання. Матеріал і техніка виконання: липа, паволока (лляне полотно, наклеєне на дошку), левкас, темпера, золочення.
Ікона належить до типу Одигітрія. На ній зображено Богоматір з Ісусом на лівій руці. Права рука звернена до нього, голова трохи нахилена. На голову накинутий плащ, який складками спадає із плечей. Права рука Ісуса зображена у зігнутій молитовній позі. Навколо голів — золотисті німби. Німб Ісуса розділений смугами хреста. Обличчя має вираз і форму дорослої людини. Цей прийом автора символізує готовність Ісуса захищати добро, викликає у глядача роздуми про відповідальність перед життям. Кольори на іконі мають таку символіку: золотисто-жовті кольори відображають божественне походження персонажів, біла сорочка Ісуса — його небесне походження, блакитно-зелена блуза Богоматері означає її земне походження, а коричневий плащ — ознака Божої ласки до неї.
У 1962 році ікона була реставрована у майстернях Державного Російського музею, а нині зберігається в Національному художньому музеї України в Києві. Копія ікони автора Анатолія Квасюка зберігається у Музеї волинської ікони в Луцьку.

## Світлини

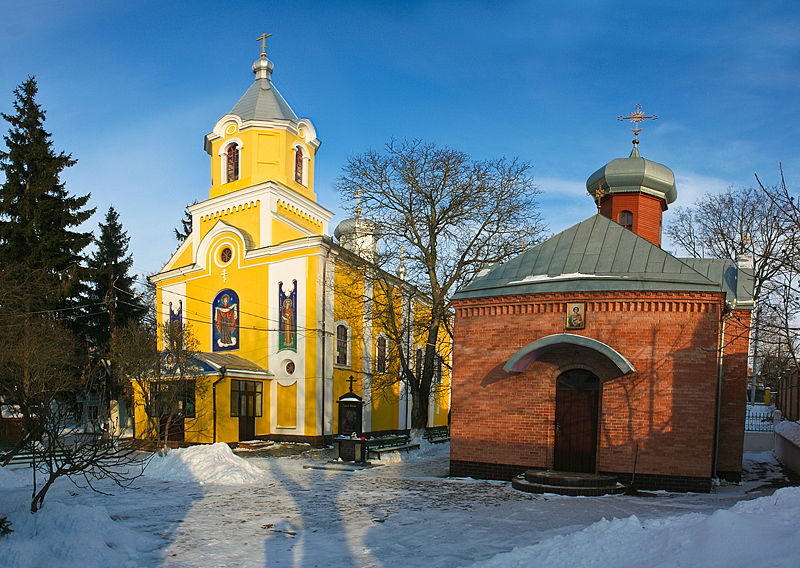
Покровська і Пантелеймонівська церкви
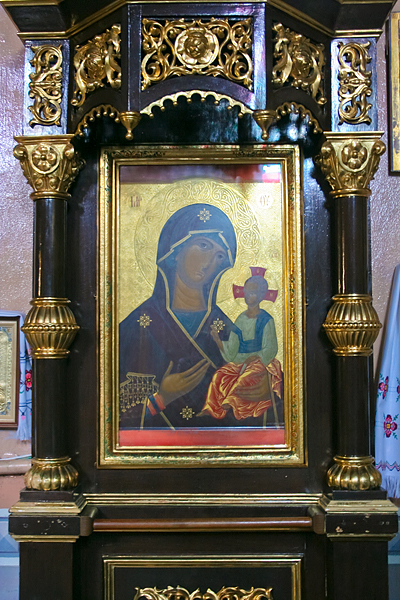
Копія ікони Волинської Богоматері
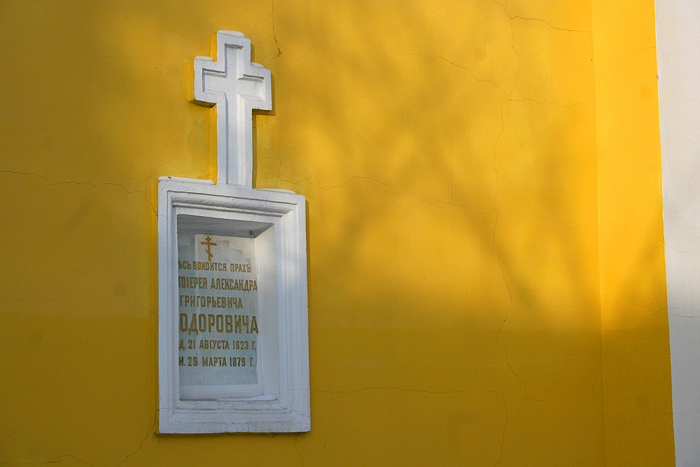
Епітафія Теодоровичу О.
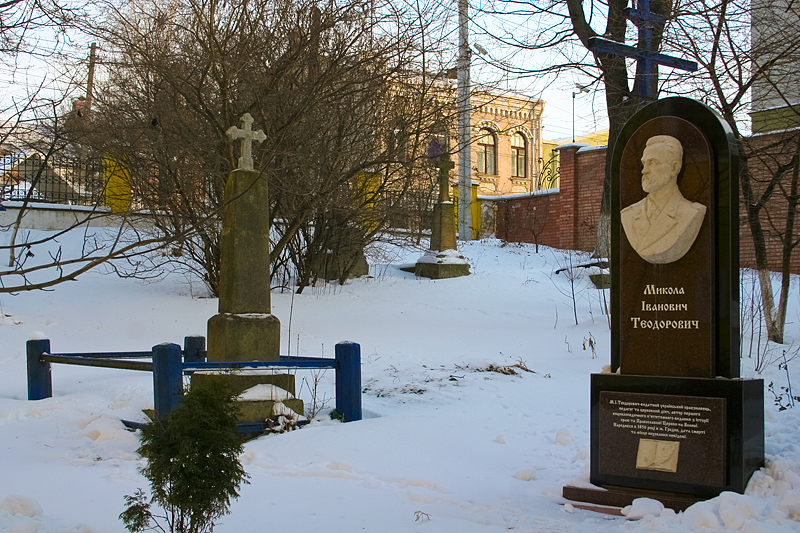
Цвинтар з меморіальним пам'ятником Теодоровичу М.І.
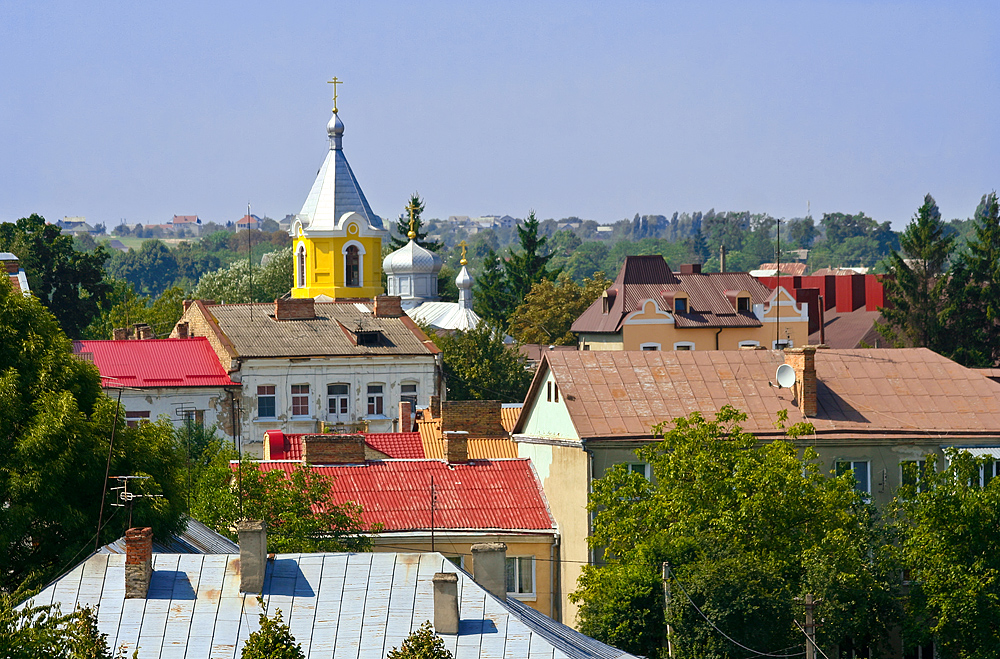
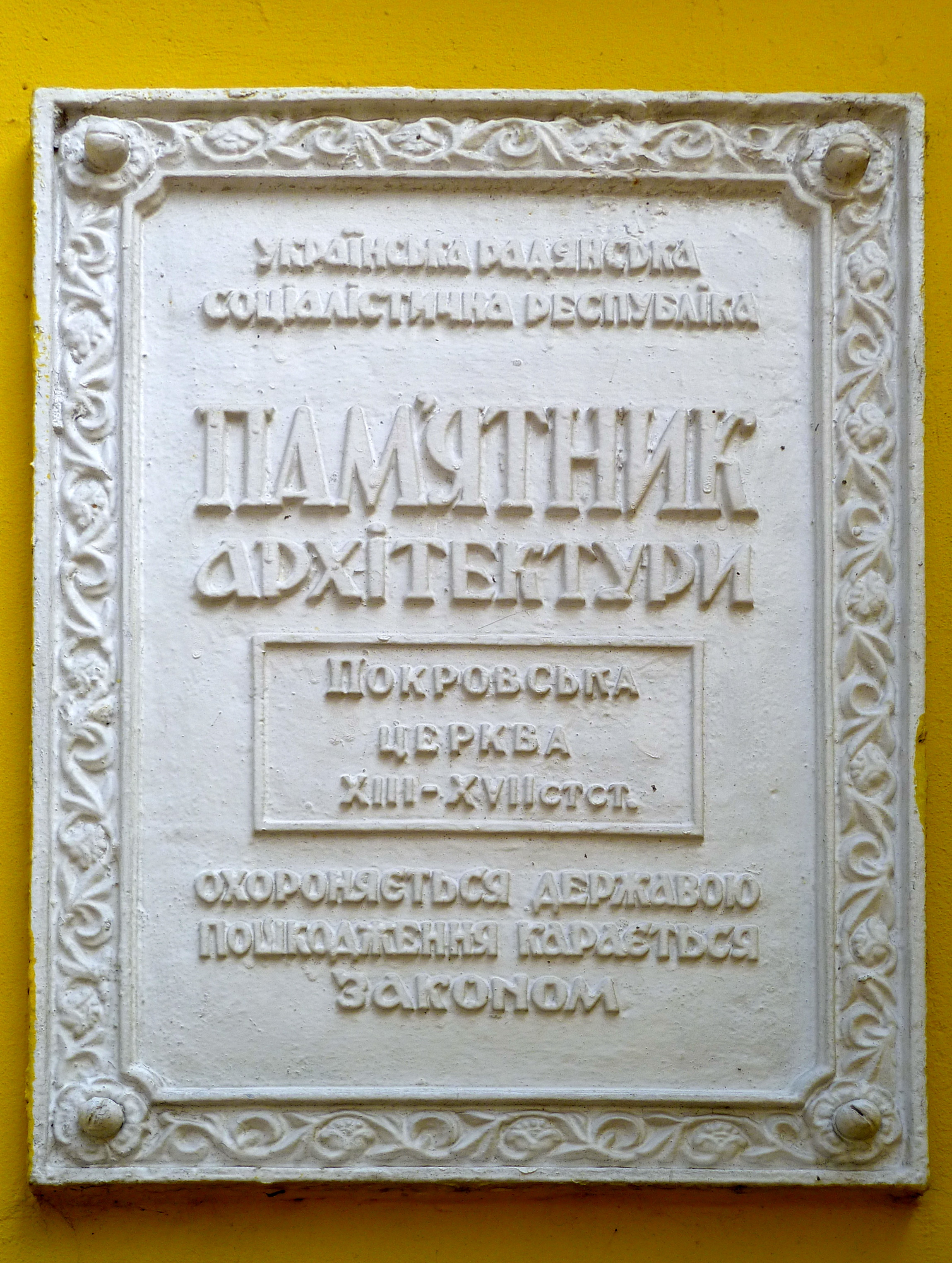
Охоронна дошка
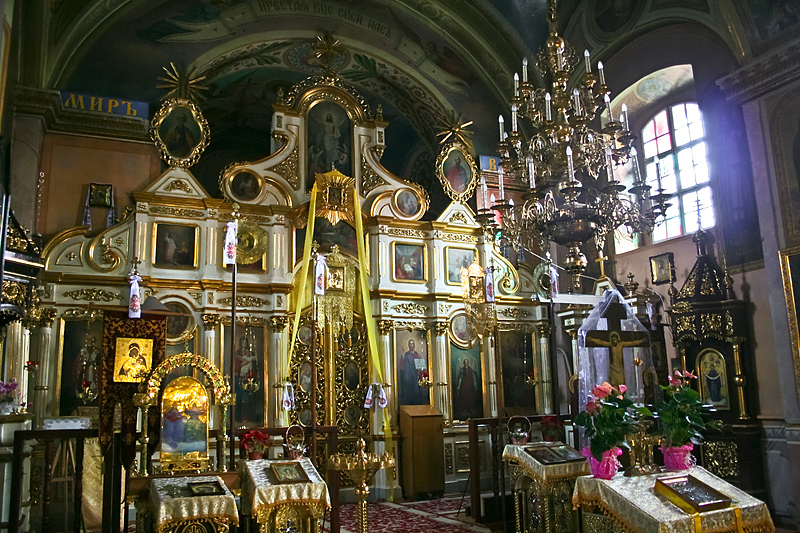
Головний вівтар і іконостас
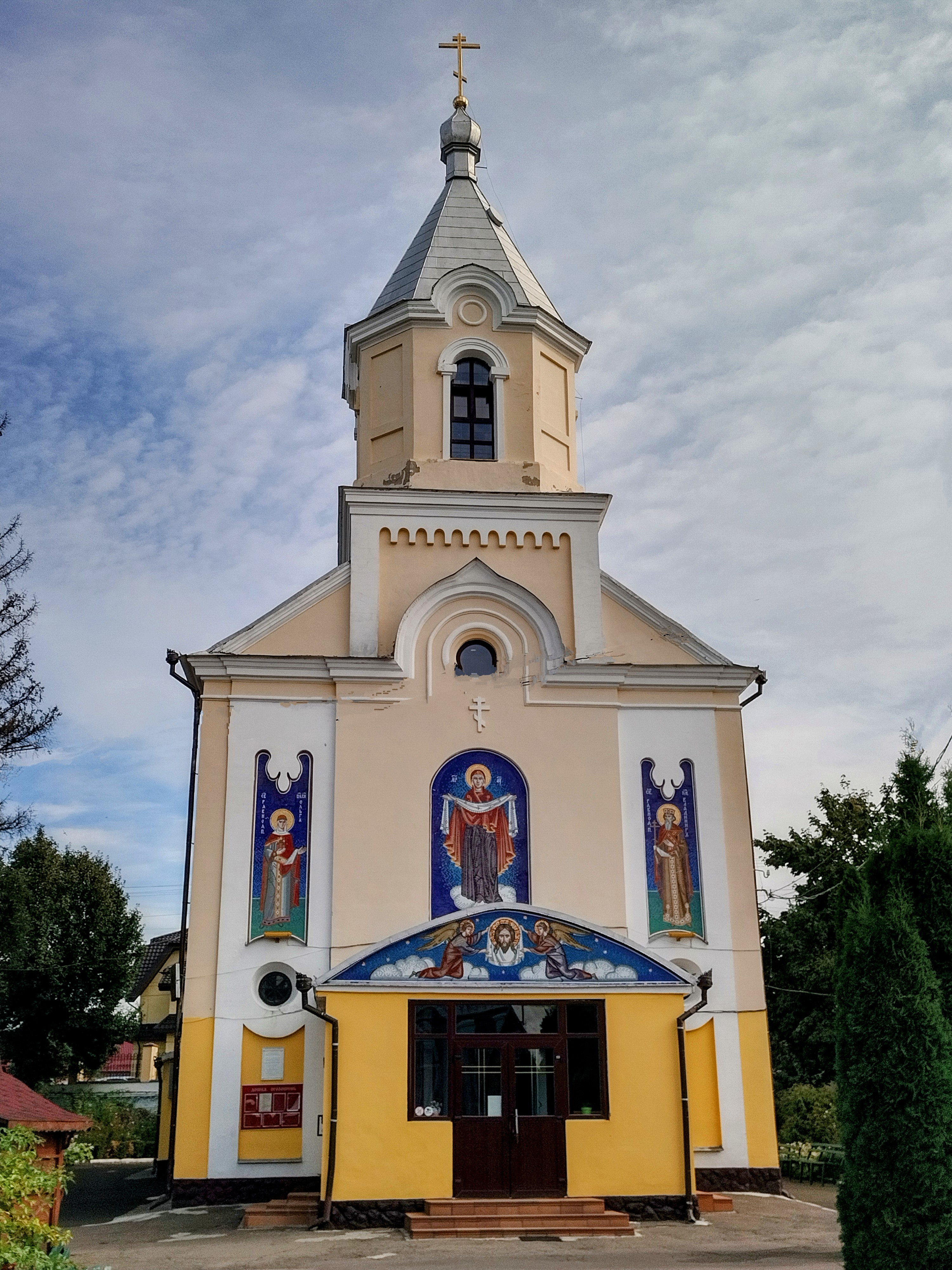
Головний фасад
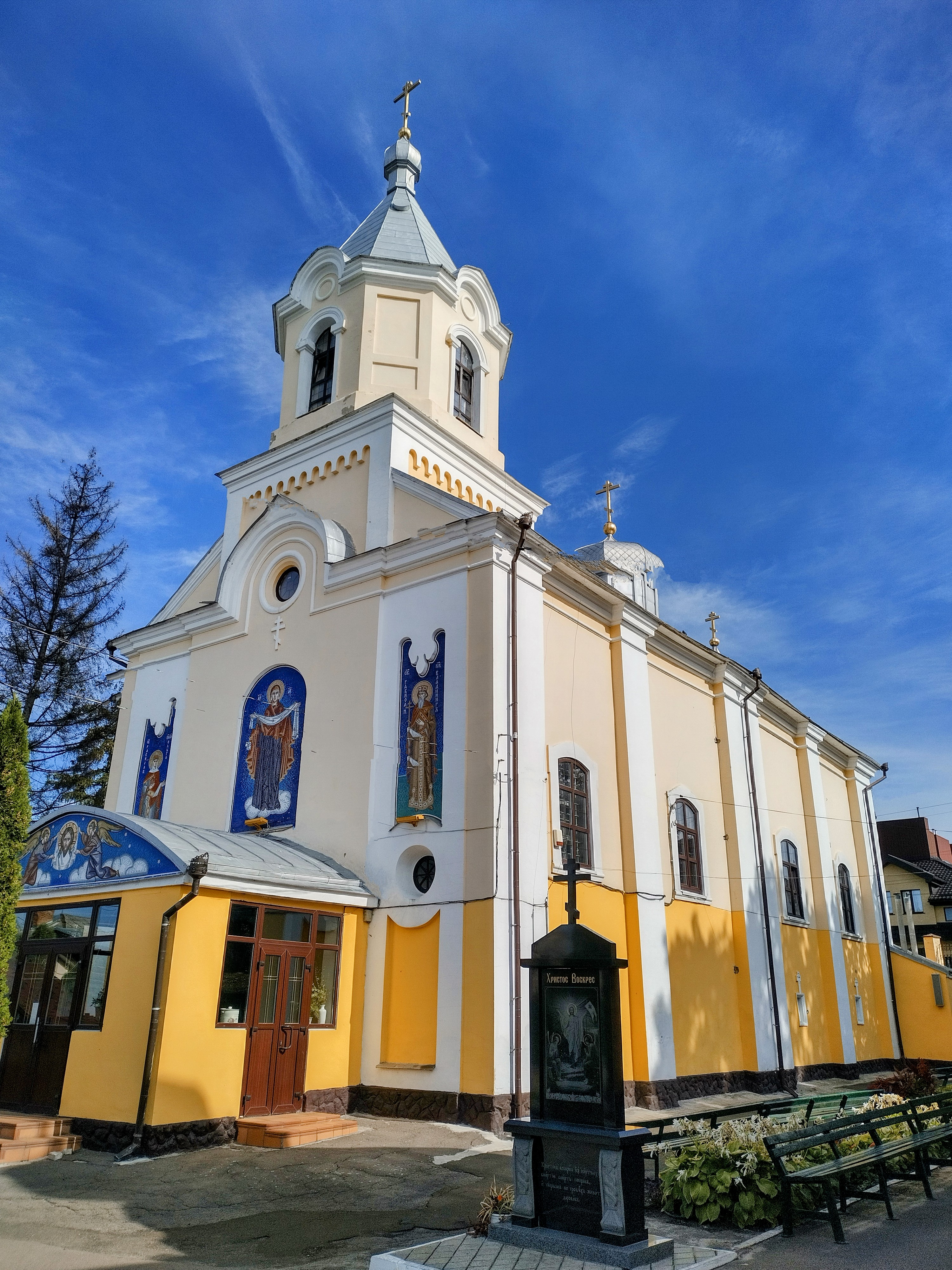
Кутовий вигляд